# Stolniceni-Prăjescu
Stolniceni-Prăjescu – wieś w Rumunii, w okręgu Jassy, w gminie Stolniceni-Prăjescu. W 2011 roku liczyła 1462 mieszkańców.